# Тукови
Тукови су приједорска градска четврт која се налази на лијевој обали ријеке Сане. Име долази од старословенске ријечи тук — шумарак.

## Географија
Насеље је никло уз Улицу војводе Степе Степановића (у ствари магистрални пут Приједор—Оштра Лука) у дужини већој од три километра и прилично је развучено. Непостојање насипа уз ријеку Сану разлог је честих поплава, посебно у дијелу насеља код Градског моста.
У насељу се налази фудбалски терен који користи ФК Тукови (4. општинска лига), као и терен познат као Суви Приједор на коме је прије Отаџбинског рата била предвиђена изградња Градског стадиона. Такође, у насељу се налазе хале Стонотениског клуба Приједор, као и спортско-рекреативни комплекс Мочвара са тениским, фудбалским и одбојкашким теренима.
Дуж обале Сане налазе се многобројна купалишта која Приједорчани походе љети у потрази за освјежењем.

## Становништво
| Демографија | Демографија | Демографија |
| Година      | Становника  | Становника  |
| ----------- | ----------- | ----------- |
| 1961.       | 627         |             |